# Phyllidiopsis
Genre
Les Phyllidiopsis forment un genre de mollusques nudibranches de la famille  des Phyllidiidae.

## Liste des espèces
Selon World Register of Marine Species (22 mars 2015) :
- Phyllidiopsis annae Brunckhorst, 1993
- Phyllidiopsis anomala Valdés, 2001
- Phyllidiopsis bayi (Bouchet, 1983)
- Phyllidiopsis berghi Vayssière, 1902
- Phyllidiopsis blanca Gosliner & Behrens, 1988
- Phyllidiopsis boucheti Valdés & Ortea, 1996
- Phyllidiopsis brunckhorsti Valdés, 2001
- Phyllidiopsis burni Brunckhorst, 1993
- Phyllidiopsis cardinalis Bergh, 1876
- Phyllidiopsis circularis Valdés, 2001
- Phyllidiopsis crucifera Valdés, 2001
- Phyllidiopsis dautzenbergi (Vayssière, 1912)
- Phyllidiopsis fissurata Brunckhorst, 1993
- Phyllidiopsis futunai Valdés, 2001
- Phyllidiopsis gemmata (Pruvot-Fol, 1957)
- Phyllidiopsis holothuriana Valdés, 2001
- Phyllidiopsis krempfi Pruvot-Fol, 1957
- Phyllidiopsis loricata (Bergh, 1873)
- Phyllidiopsis lozoueti Valdés, 2001
- Phyllidiopsis macrotuberculata Valdés, 2001
- Phyllidiopsis monacha (Yonow, 1986)
- Phyllidiopsis neocaledonica Valdés, 2001
- Phyllidiopsis phiphiensis Brunckhorst, 1993
- Phyllidiopsis pipeki Brunckhorst, 1993
- Phyllidiopsis quadrilineata (Bergh, 1905)
- Phyllidiopsis richeri Valdés, 2001
- Phyllidiopsis shireenae Brunckhorst, 1990
- Phyllidiopsis sinaiensis (Yonow, 1988)
- Phyllidiopsis sphingis Brunckhorst, 1993
- Phyllidiopsis vanuatuensis Valdés, 2001
- Phyllidiopsis xishaensis (Lin, 1983)

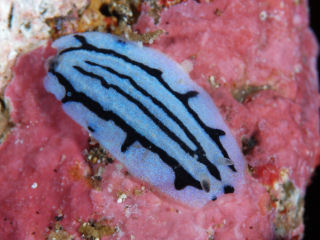
Phyllidiopsis annae.
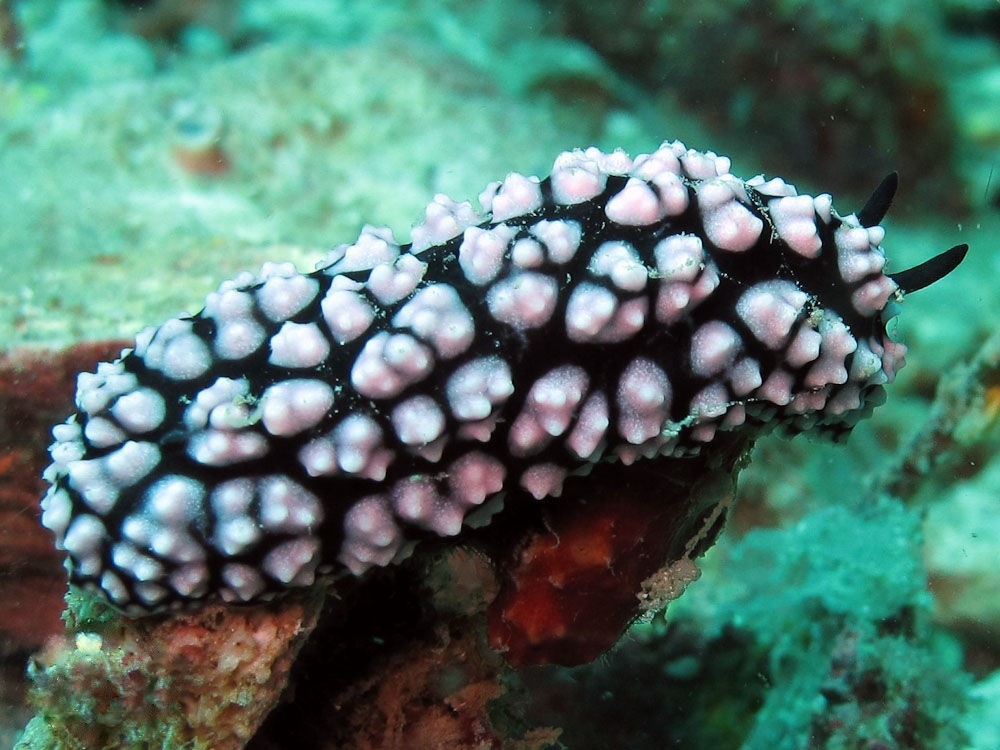
Phyllidiopsis burni.
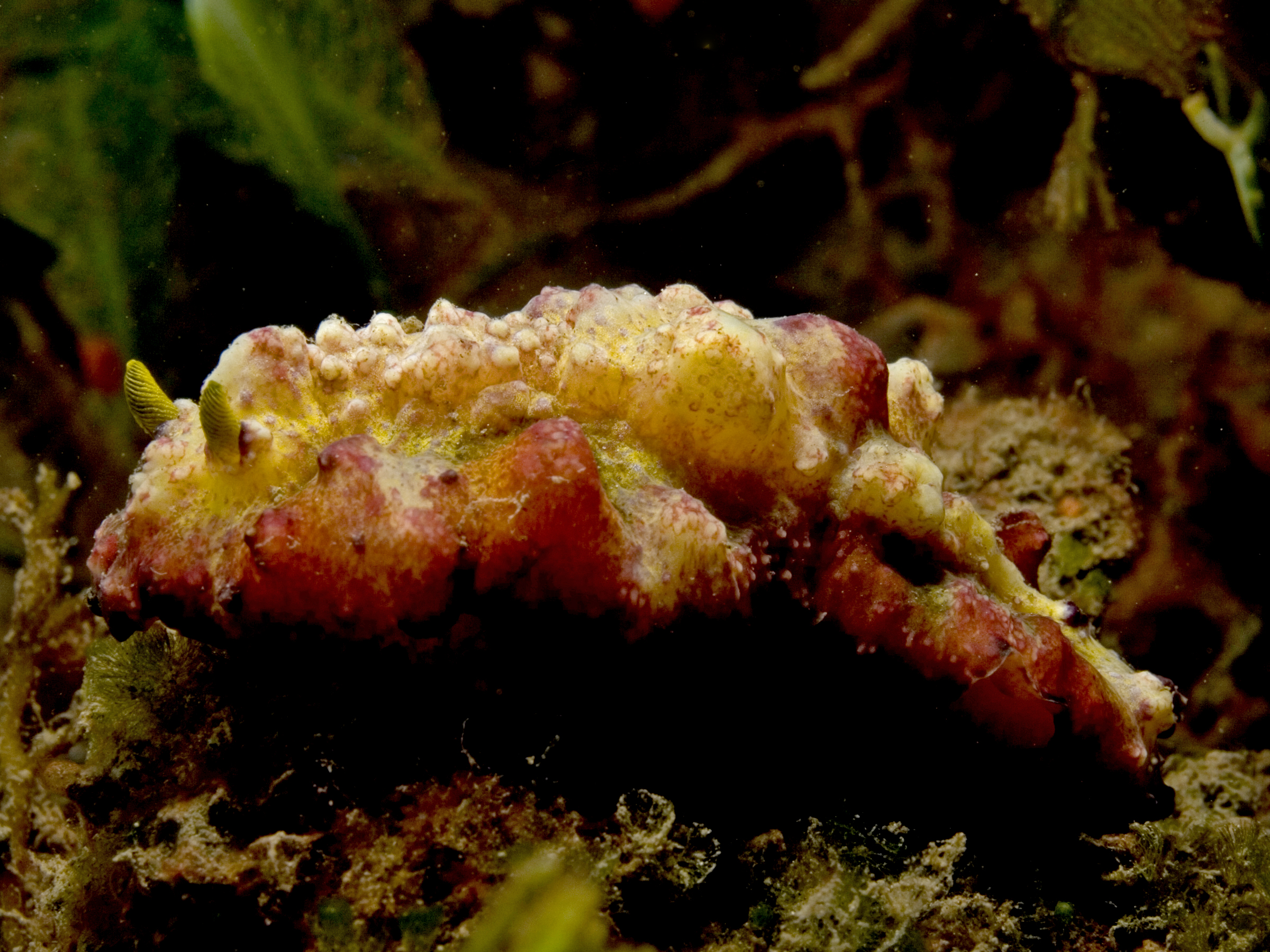
Phyllidiopsis cardinalis.
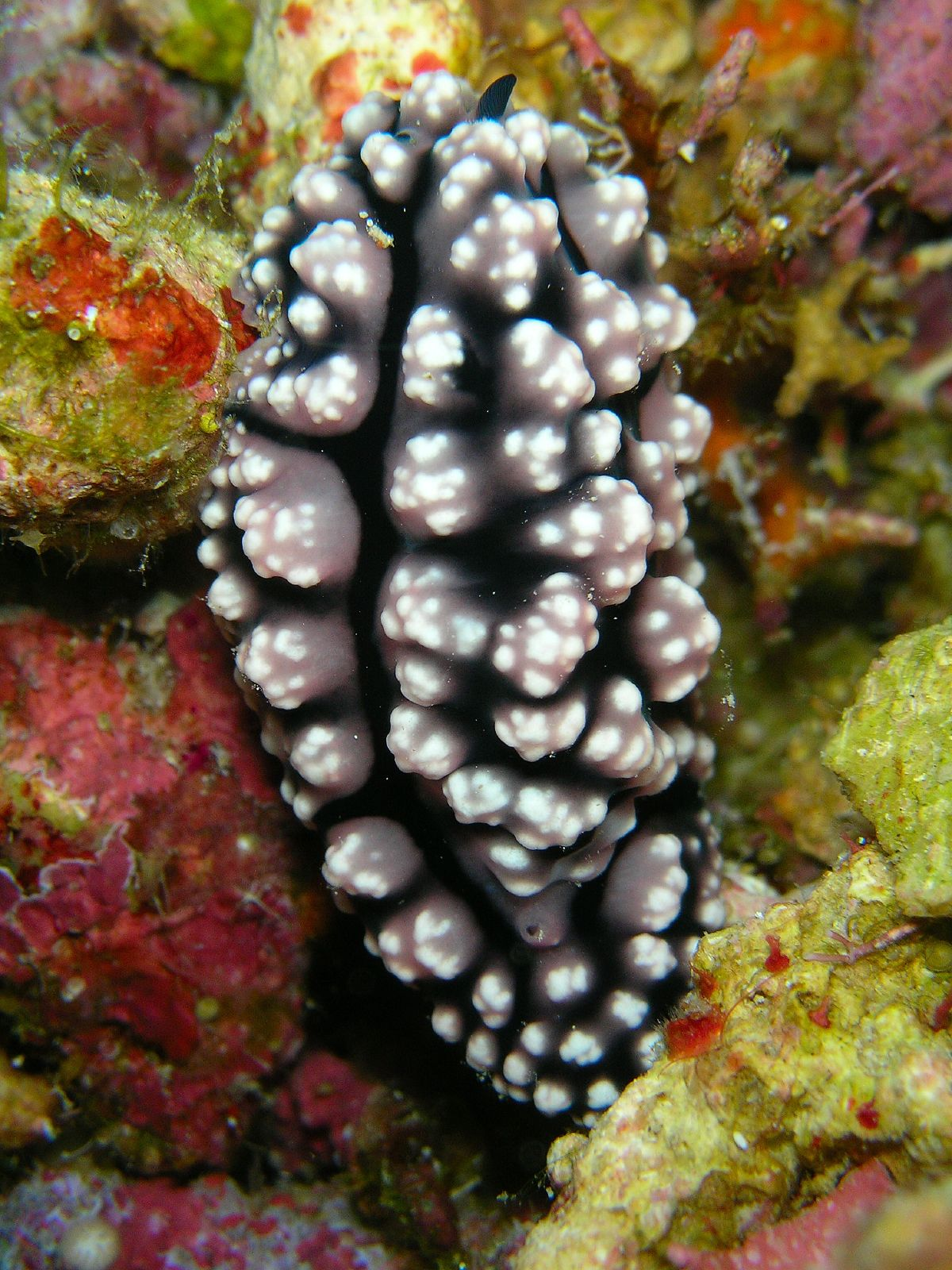
Phyllidiopsis fissurata.
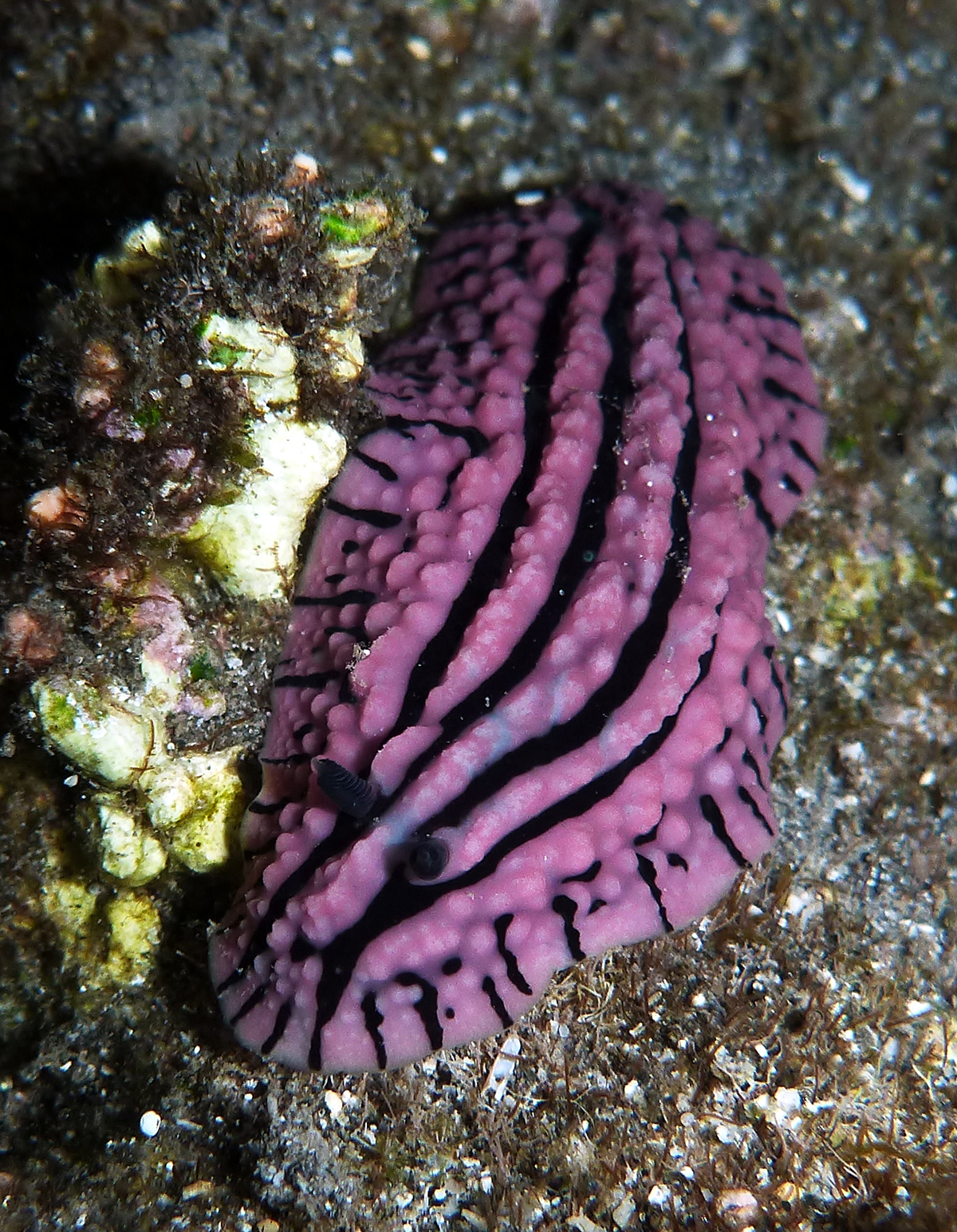
Phyllidiopsis gemmata.
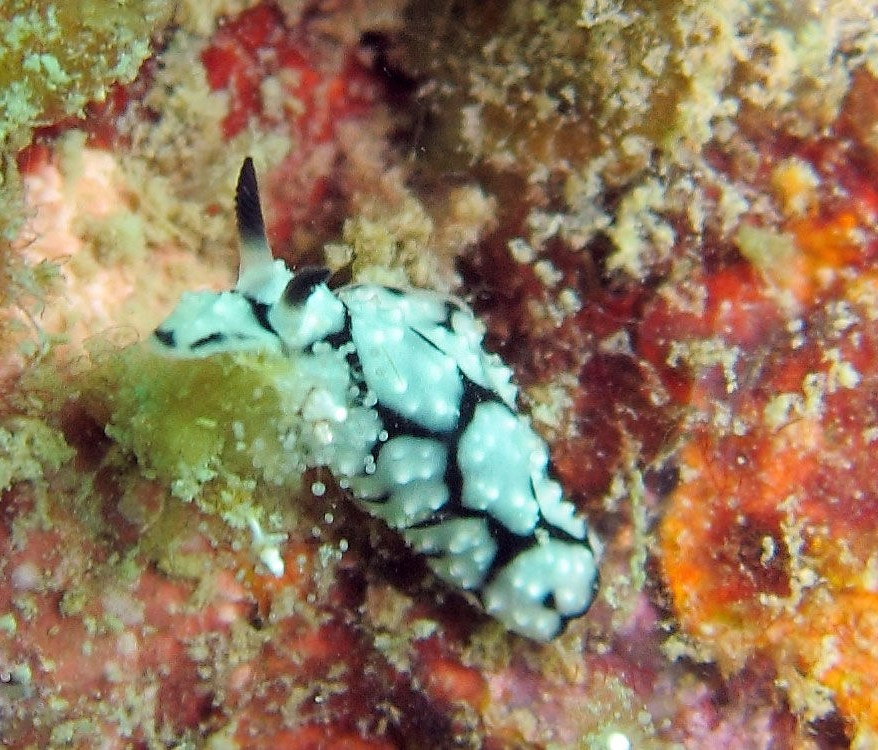
Phyllidiopsis krempfi.
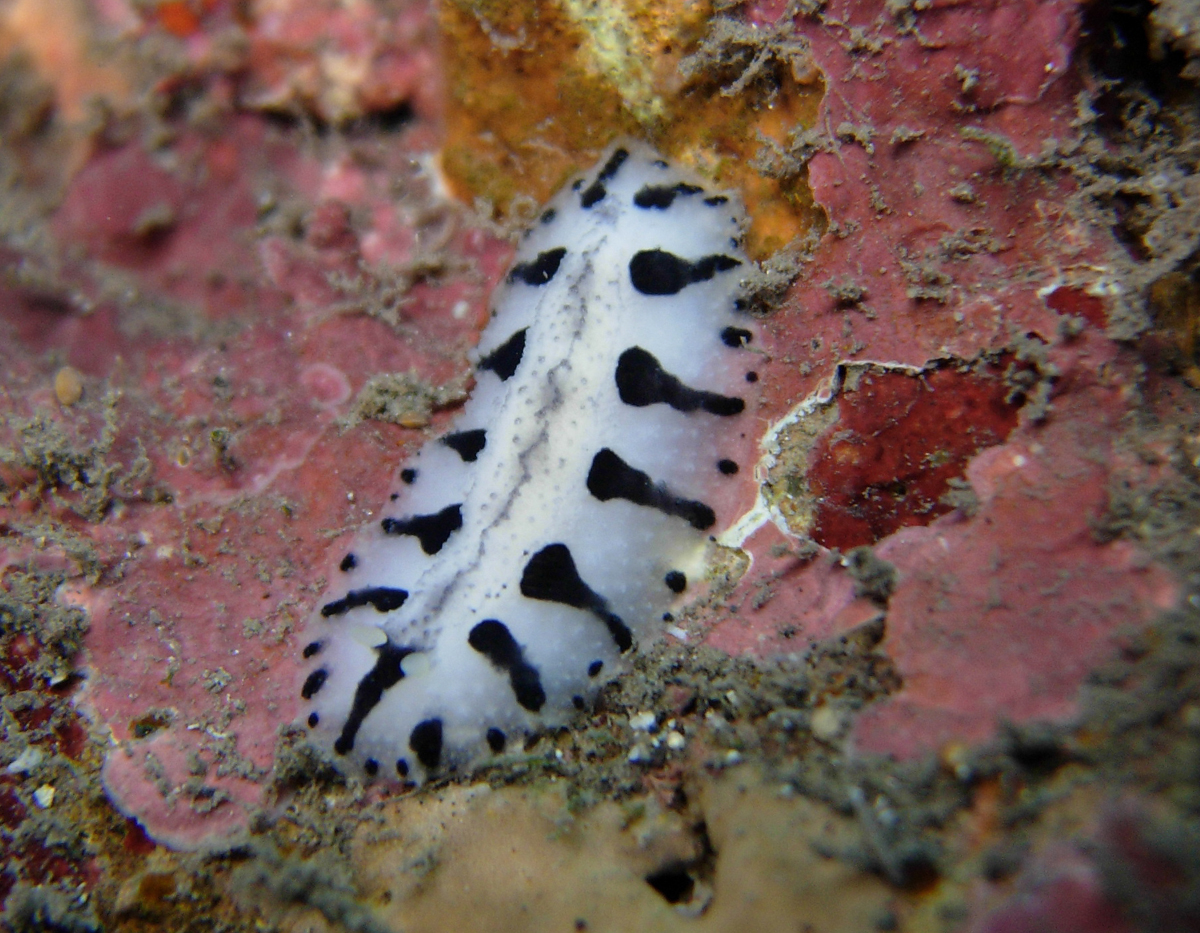
Phyllidiopsis loricata.
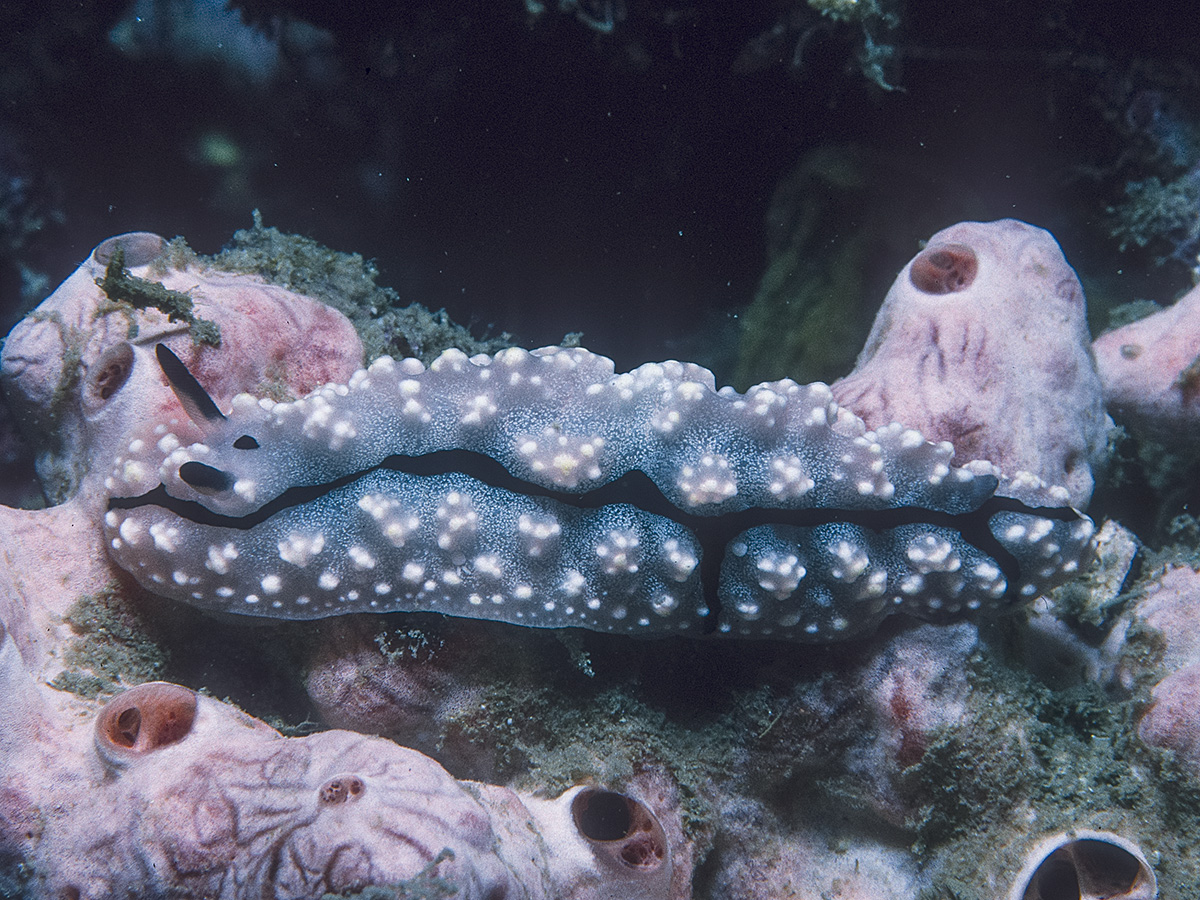
Phyllidiopsis pipeki.
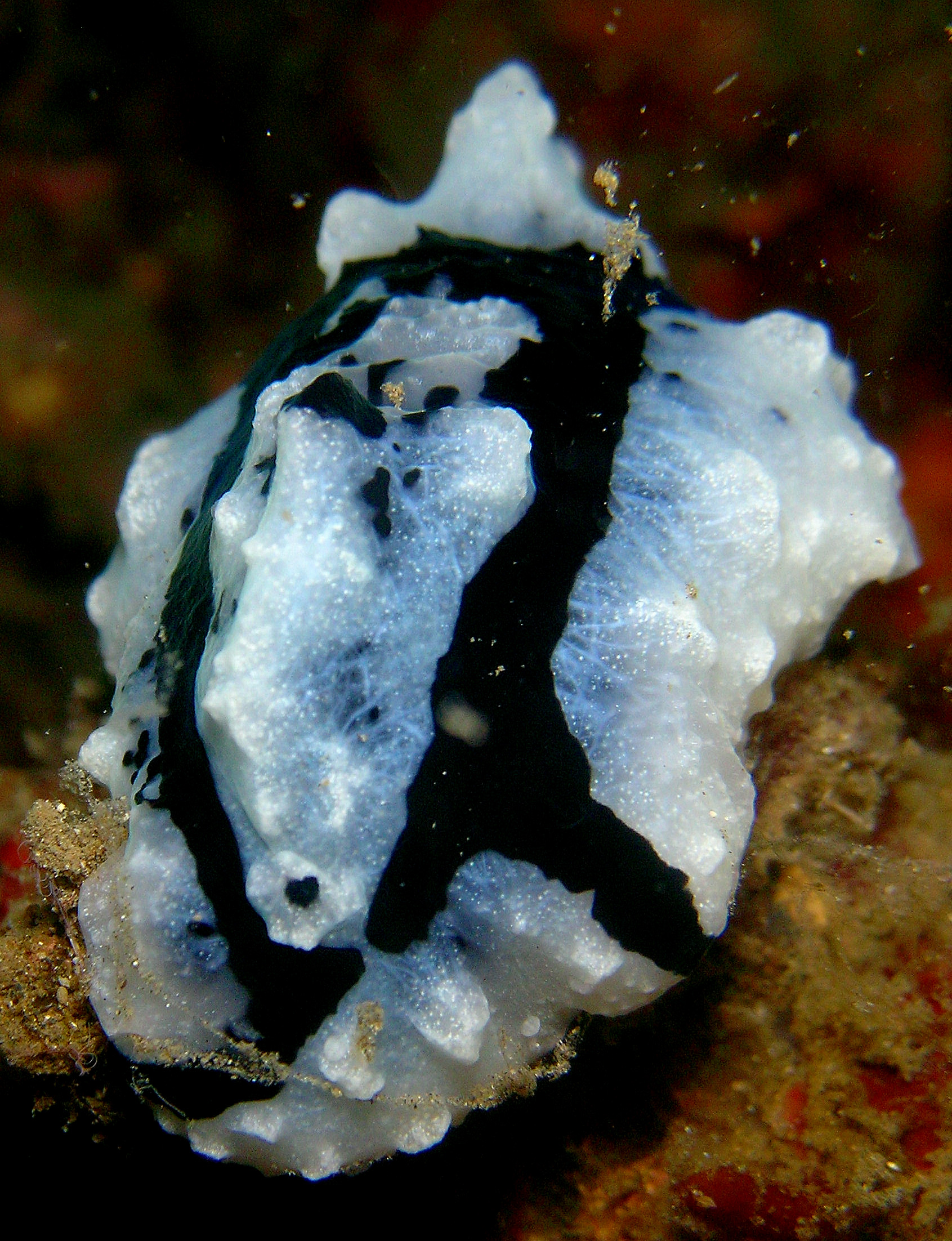
Phyllidiopsis shireenae.
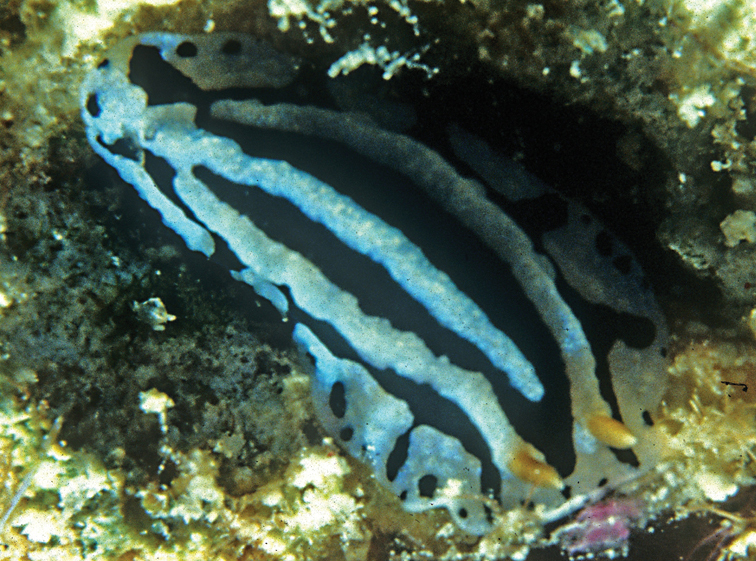
Phyllidiopsis sphingis.
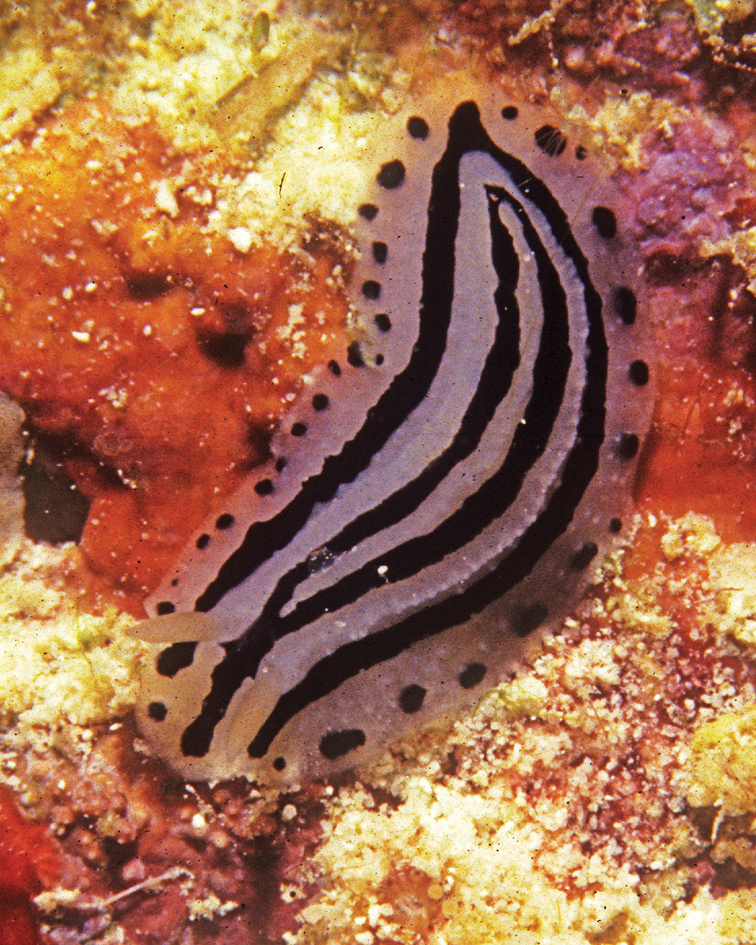
Phyllidiopsis xishaensis.
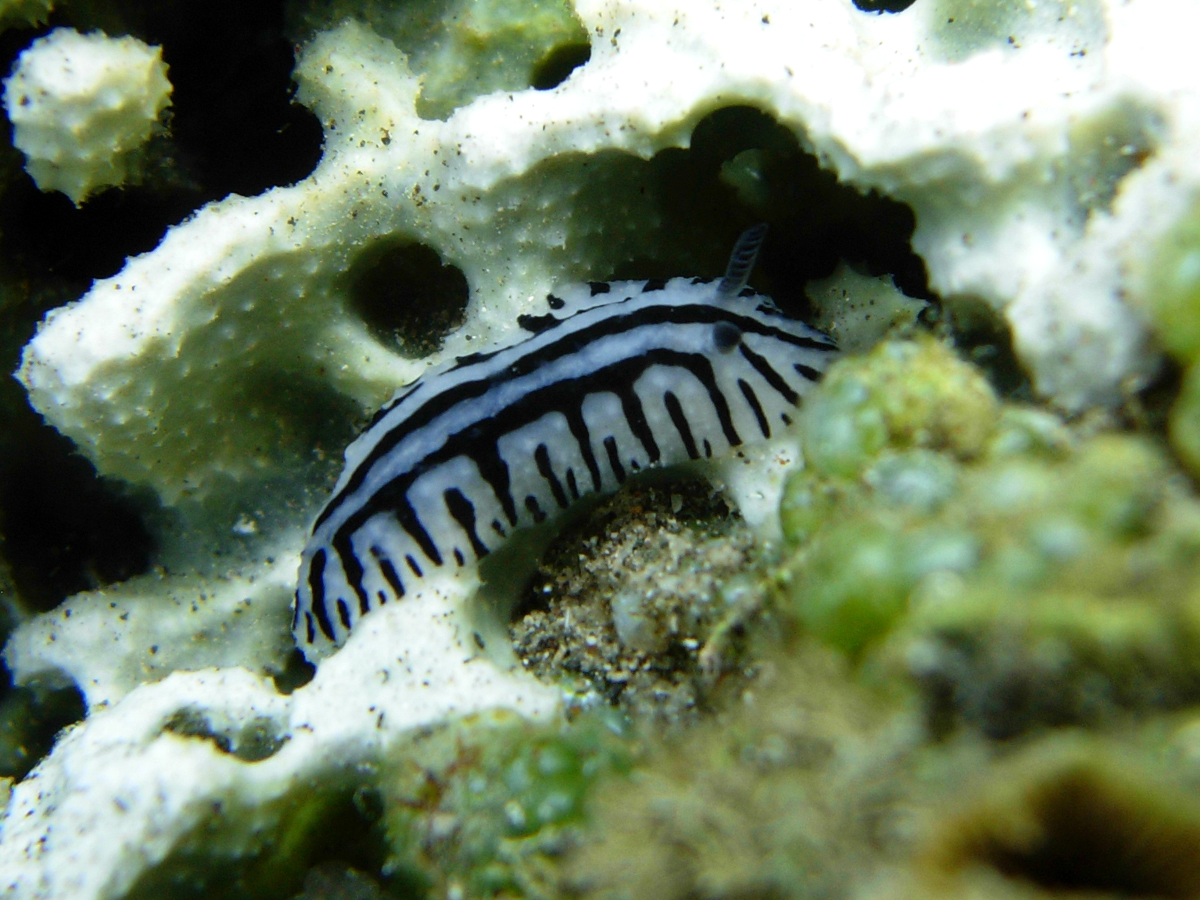
Phyllidiopsis sp. 1.